# Alain Giresse

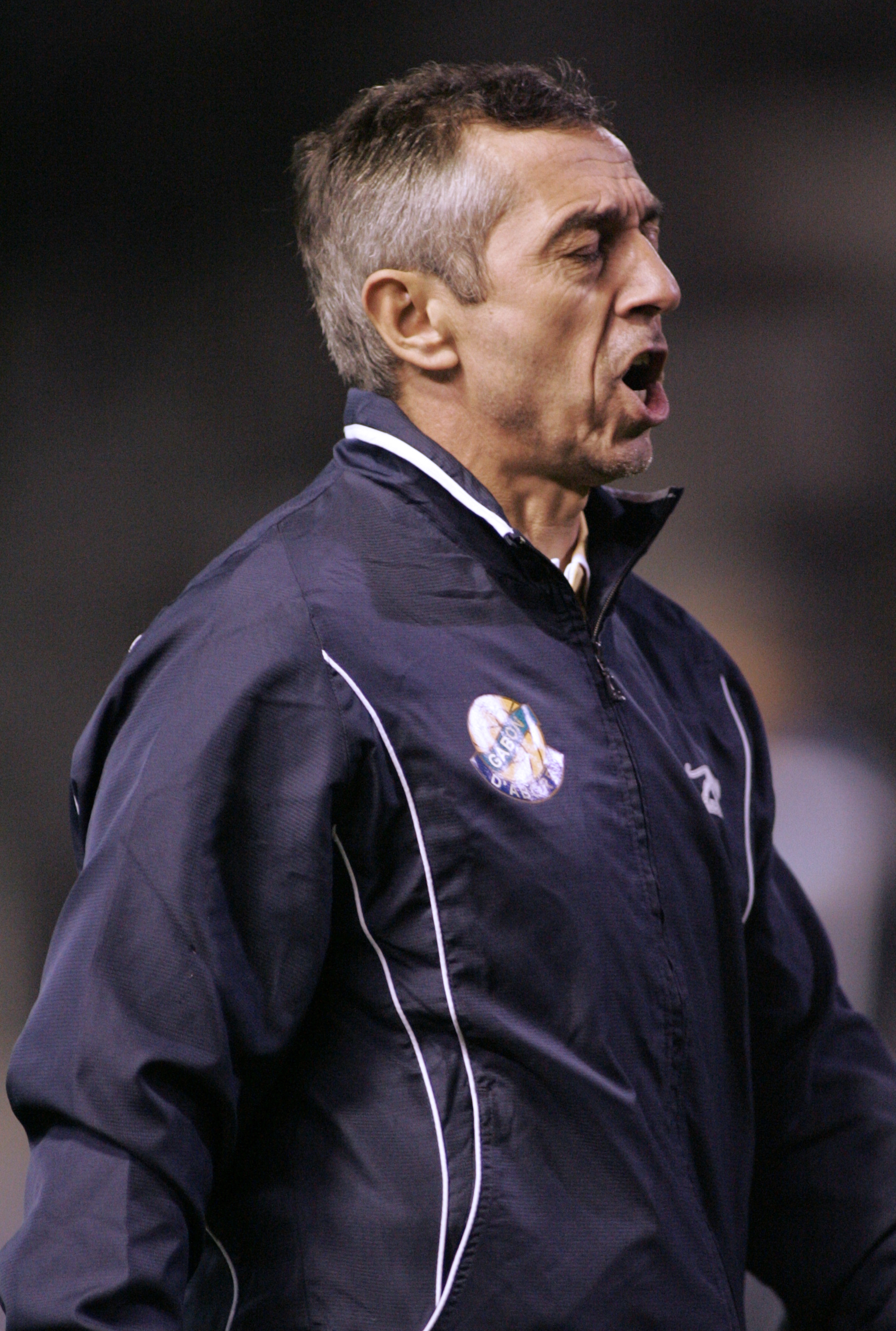
Alain Giresse, huấn luyện viên đội tuyển bóng đá quốc gia Gabon vào ngày 28 tháng 3 năm 2009. Gabon đã thắng Maroc với tỷ số 2-1

Alain Jean Giresse (phát âm tiếng Pháp: [alɛ̃ ʒiʁɛs]; sinh ngày 2 tháng 8 năm 1952) là một huấn luyện viên bóng đá và là cựu cầu thủ từng chơi ở vị trí tiền vệ người Pháp. Ông được bầu là cầu thủ hay nhất bóng đá Pháp năm 1982, 1983 và 1987. Trên danh nghĩa là một tiền vệ tấn công hoặc tiền vệ trung tâm, Giresse là một cầu thủ định hình lối chơi thông minh, sở hữu sự nhanh nhẹn và khả năng tăng tốc tốt nhờ khung cơ thể ngắn. Hiện tại, ông là huấn luyện viên trưởng của đội tuyển Kosovo.

## Sự nghiệp quốc tế
Giresse chơi cho đội tuyển bóng đá quốc gia Pháp ở FIFA World Cup 1982 (giành giải tư) và FIFA World Cup 1986 (giành giải ba). Ông là thành viên của đội bóng chiến thắng Euro 84, và cùng với Michel Platini, Luis Fernández và Jean Tigana, tạo thành huyền thoại "Carré Magique" (Hình vuông ma thuật) của đội tuyển Pháp ở vị trí tiền vệ.